# Привратник (пьеса)
«Привратник» — комедия древнегреческого драматурга Менандра (IV—III века до н. э.), от текста которой сохранился только один фрагмент в 10 строк. Время написания и постановки пьесы неизвестно.
Сохранившийся отрывок представляет собой часть монолога персонажа, радующегося тому, что у его невесты нет родни. Отсюда исследователи заключают, что в комедии речь шла о свадьбе. В этом случае название может иметь более специфический смысл: возможно, речь шла о друге жениха, который должен был охранять вход в брачный покой от подруг невесты.